# 扬·弗莱施曼
扬·弗莱施曼（捷克語：Jan Fleischmann，1885年7月6日—1939年9月23日），捷克男子冰球运动员。他曾代表捷克斯洛伐克国家队参加1924年冬季奥林匹克运动会冰球比赛，结果队伍获得第五名。